# Pastor-branco-suíço

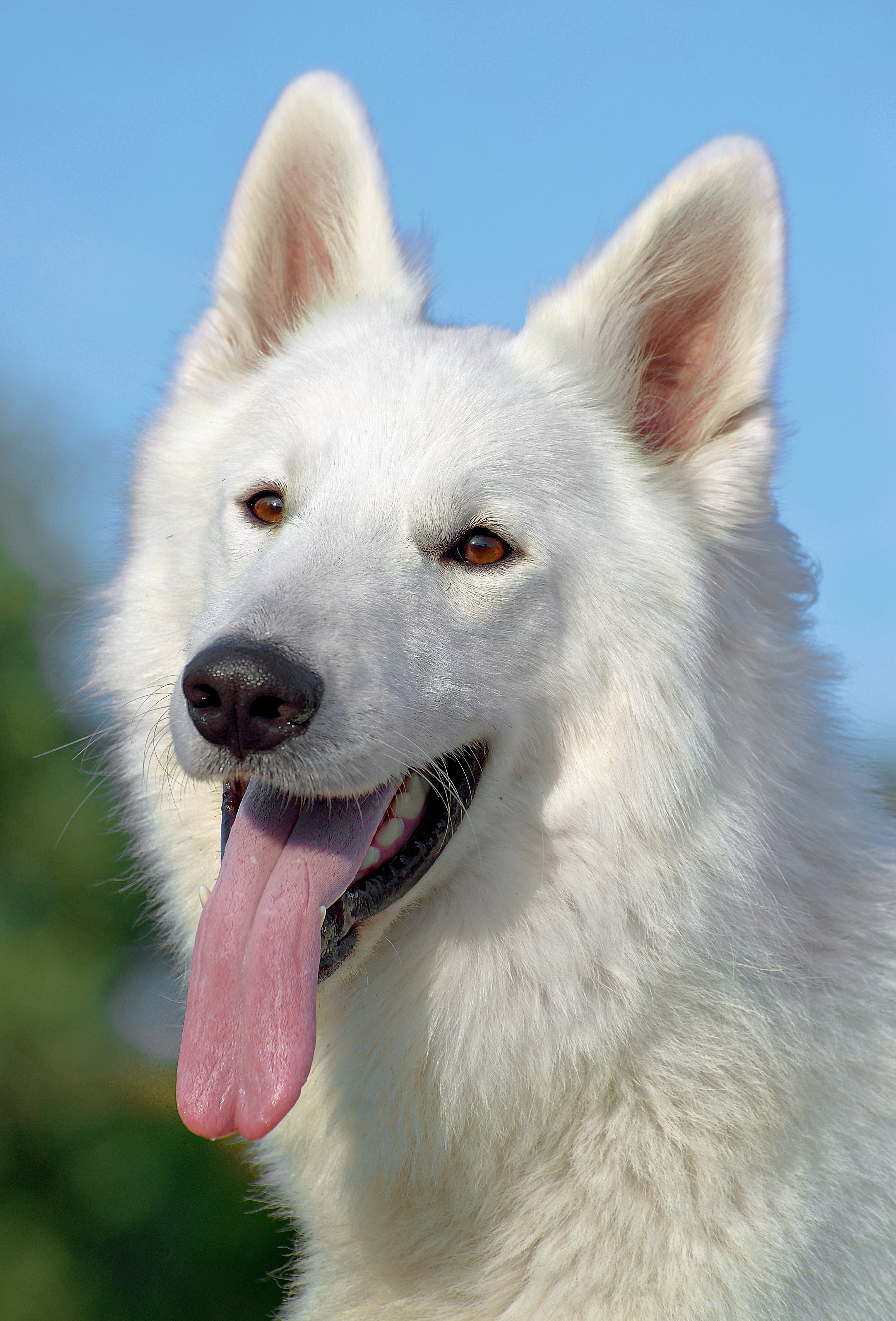
Pastor branco suíço

Pastor-branco-suíço[a][b] (em francês:  Berger Blanc Suisse) é uma raça de cães desenvolvida na Suíça. Considerada nova, a pastor-branco-suíço nasceu a partir de exemplares brancos da raça pastor-alemão. Criadores suíços que apreciavam a cor desqualificada na raça pastor-alemão, resolveram reunir estes exemplares brancos e formar uma raça separada.

## Origem

### Origem da cor e exclusão
Na raça pastor-alemão, desde seu início em 1899, vez ou outra apareciam alguns exemplares com pelagem branca. O primeiro pastor-alemão moderno, por exemplo, chamado Horand von Grafrath, era neto de um cão de pastoreio chamado Griffin, de pelagem branca.  
Em 1933, o homem que desenvolveu o pastor-alemão, capitão Max von Stephanitz, concordou com a decisão do clube da raça em não permitir mais a criação de pastores-alemães de pelagem branca. Os cães de pelagem branca foram excluídos do padrão oficial da raça pastor-alemão, sendo então considerados fora do padrão e indesejados à partir daquele ano. 
O pastor-alemão de cor branca praticamente desapareceu da Alemanha e, com exceção da Grã-Bretanha, não havia exemplares desta cor na Europa durante os anos 1960.

### América
Nos Estados Unidos e no Canadá, não foi aderido a renovação de 1933 do padrão alemão da raça pastor-alemão, e foi continuada a criação exemplares brancos.
Criadores como Ann Tracy e outros focaram na criação de exemplares brancos na América do Norte.
Em 1968 a cor branca também foi excluída do padrão da raça pastor-alemão nos Estados Unidos. 
Em 1969 foi fundada a primeira Associação de Criadores de Pastores Brancos, o White German Shepherd Dog Club nos Estados Unidos. Em 1972 foi fundado o White German Shepherd Dog Club do Canadá,  renomeado em 1973 para White Shepherd Club do Canadá.
Hoje na América do Norte os cães brancos são criados separadamente, sendo conhecidos e reconhecidos por clubes sob os nomes de pastor-branco, pastor-branco-americano e pastor-branco-canadense. 

### Chegada à Suíça
Os pastores de cor branca retornaram a Europa à partir do cão chamado Lobo White Burch da proprietária americana Agatha Burch que se mudou para a Suíça em 1973, e também importou um cão inglês chamado White Lilac of Blinkbonny.
Em 1980, Martin Faustmann trouxe a cor branca de volta à Alemanha. A importação de mais cães dos EUA e Canadá para a Europa logo criou um terreno fértil para a reprodução da cor.
Em 1991, com esforços de criadores suíços, a variedade branca foi reconhecida como raça separada pelo clube Swiss Cynological Society com o nome de pastor-branco-suíço. Posteriormente foi aceita pela Federação Cinológica Internacional (FCI) em 5 de julho de 2011.

## Aparência geral
Poderoso, bem musculoso, de tamanho médio; orelhas eretas; de pelagem dupla de comprimento médio ou longo. De forma alongada; de ossatura média, elegante e com silhueta harmoniosa.

## Temperamento esperado
Temperamento alegre e equilibrado, diverte-se em ação, atento com boa habilidade de ser treinado. Amigável e discreto. Alta capacidade social e devotado ao seu dono. Nunca medroso ou agressivo sem ser provocado. Um cão de trabalho e esporte, alegre e fácil de treinar, com capacidade para todo tipo de treinamento. A alta capacidade social permite uma especial habilidade de se adaptar e integrar-se a todos os tipos de situações e eventos sociais.